# Волгін Сергій Васильович
Сергій Васильович Волгін (рос. Сергей Васильевич Волгин, 5 травня 1960, Алма-Ата, Казахська РСР, СРСР) — радянський і казахстанський футболіст, нападник і тренер. Майстер спорту СРСР (1986). Футболіст року в Казахстані (1992).

## Кар'єра

### Клубна
Вихованець алма-атинського футболу, почав грати в команді АДК (1977—1978). Перша команда майстрів — новосибірський «Чкаловець» (2 ліга, 1978—1979), у 1980 році грав в уральському «Уральці».
У 1980—1981 роках провів три матчі у вищій лізі за алматинський «Кайрат». У 1981—1983 роках знову виступав у 2 лізі — за «Жетису» Талди-Курган.
У 1984 році повернувся до «Кайрата», за який виступав до 1989 року, в 1985 році увійшов до списку 33 найкращих футболістів. У сезоні 1985 року, виступаючи за «Кайрат», оформив хет-трик у ворота московського «Спартака», після цього сезону Костянтин Бєсков запросив його до «Спартака».
Першу половину сезону 1986 року провів у московському «Спартаку». Останні два сезони чемпіонату СРСР відіграв у «Металурзі» (Запоріжжя).
У 1992 році знову повернувся в «Кайрат», з яким став чемпіоном і володарем кубка Казахстану.
Сам же Волгін в 1992 році був визнаний футболістом року в Казахстані.
Залишок кар'єри відіграв в Росії, в «Текстильнику» (Камишин) (1993—1995, 1997) і «Факелі» (Воронеж) (1996).

### Тренерська
З 1998 року — на тренерській роботі. Перше місце роботи — раменський «Сатурн», де Волгін входив в тренерський штаб Сергія Павлова.
Згодом працював в «Уралані» (Еліста) (2001—2004, тренером допомагав тому ж Сергію Павлову а таком Леоніду Слуцькому, в останній рік двічі був виконуючим обов'язки головного тренера). Після цього отримав пропозицію працювати з Павловим в «Шинніку», а Слуцький кликав працювати в дубль ФК «Москви» .
Натомість Сергій працював головним тренером у казахстанських клубах «Іртиш» (Павлодар) (2005—2007), «Атирау» (2008), «Карасай Сарбаздари» (Каскелен) (2008), «Кайрат» (2009—2010), «Кайсар» (Золота Орда) (березень 2013—2014), який вивів у вищий дивізіон та «Акжаїк». Має ліцензію «PRO».

## Досягнення
- Володар Кубка Федерації Футболу СРСР: 1988
- Чемпіон Казахстану: 1992
- Володар Кубка Казахстану: 1992

### Індивідуальні
- Увійшов до числа 33-х кращих футболістів чемпіонату СРСР: 1985
- Майстер спорту СРСР: 1986
- Футболіст року в Казахстані: 1992